# Black and Tan Coonhound
Der Black and Tan Coonhound ist eine von der FCI (Nr. 300, Gr. 6, Sek. 1.1) anerkannte Hunderasse aus den Vereinigten Staaten, die zu den Coonhounds gerechnet wird.
Ahnen sind der Bloodhound, Kerry Beagle und American Foxhound. Alle Coonhounds sind spezialisierte Rassen für die Jagd auf Waschbär und Opossum. Sie nehmen die Spur auf und treiben die Tiere auf einen Baum, wo sie sie verbellen. Der Black and Tan Coonhound (von engl. Raccoon für „Waschbär“) wird bis zu 69 cm groß und 34 kg schwer, hat kurzes, schwarzes Fell mit Loh, die langen Hängeohren der Hunde zeigen die Bloodhoundverwandtschaft.